# Igreja Católica no Vietnã
A Igreja Católica no Vietnã, (em português brasileiro) ou Vietname, (em português europeu) é parte da Igreja Católica universal, em comunhão com a liderança espiritual do Papa, em Roma, e da Santa Sé. Ocorre no país o mesmo que em todos os regimes comunistas: há uma constituição e diversas leis que, apenas no papel, parecem respeitar a liberdade religiosa. De certa forma, o Partido Comunista do Vietnã já não utiliza mais sistema de domínio total oriundo do marxismo-leninismo sobre a religião, e, portanto, não há expectativa de declínio ou extinção, mas sim cada vez mais vista como parte positiva da cultura e tradições vietnamitas, e de contribuir para o bem-estar e desenvolvimento do país. O relatório de perseguição religiosa de 2024 da fundação Portas Abertas considerou o Vietnã como o 35.º país que mais persegue os cristãos no mundo. Devido ao fato de o catolicismo ter chegado ao país na era colonial, prevalecem os estereótipos como "católicos são franceses e protestantes são americanos", principalmente em áreas rurais.

## História

### Origens
O cristianismo chegou ao Vietnã em 1533 por missionários europeus que estavam a caminho da China. Dois jesuítas fugidos da perseguição aos cristãos no Japão, Francesco Buzomi e Diogo Carvalho, estabeleceram a primeira missão permanente em 1615 em Da Nang. Em 1624, a atividade missionária em grande escala começou com a chegada de outro contingente de jesuítas. Liderando esse contingente estava Alexandre de Rhodes, que depois viria a ficar conhecido como o apóstolo do Vietnã. Rhodes se dirigiu para Hanói em 1627, onde obteve um sucesso extraordinário, batizando a irmã do rei e cerca de 6.700 vietnamitas em três anos. Em 1630, ele foi expulso e o primeiro cristão (não identificado) foi decapitado por causa da fé. Ele retornaria ao Vietnã em 1639, calculando que havia então 100.000 católicos vietnamitas. O influxo de novos missionários da Sociedade para as Missões Estrangeiras de Paris levou a um período de rápido crescimento. Em 1658, havia 300.000 católicos somente em Viet Bac. Em 1659, a florescente missão foi dividida a partir do Rio Gianh em dois vicariatos apostólicos: o de Viet Bac, ao norte, e o de Nanyue, ao sul. O primeiro seminário foi inaugurado em 1666, e os primeiros dois padres nativos foram ordenados já em 1668. Em 1670, Pierre Lambert de la Motte, um padre missionário, fundou a primeira congregação religiosa indígena feminina — as Amantes da Santa Cruz.
Em 1698, eclodiu a primeira grande onda de perseguição à Igreja, resultante de perseguições localizadas em décadas anteriores. Nessas ondas, pelo menos 100.000 cristãos foram martirizados. As perseguições cessaram temporariamente em 1787, quando o vigário apostólico local, Pierre Pigneau de Behaine, organizou um tratado entre o governo francês e o ambicioso senhor provincial do sul, que mais tarde viria a se tornar o imperador Gia Long). A perseguição recomeçou com maior intensidade durante o reinado de seu filho, o imperador Minh Mạng, um praticante fundamentalista do confucionismo, temendo uma possível ameaça do cristianismo à vida sócio-política do Vietnã. Em 1825, ele proibiu a entrada de novos missionários estrangeiros. Quando a rebelião eclodiu em 1833 e os rebeldes procuraram a ajuda de missionários cristãos, o imperador enfurecido respondeu com uma campanha de perseguição feroz, expulsando todos os missionários estrangeiros restantes e forçando os cristãos vietnamitas a abandonarem a fé pisoteando um crucifixo. Sob o reinado de seu filho, o imperador Thiệu Trị, as perseguições diminuíram um pouco, com execuções e expulsões esporádicas.

### Colonização francesa
A última e pior onda de perseguição recomeçou em 1847 com a ascensão do imperador Tự Đức ao trono. Cruel, inseguro e intransigente, o imperador desconfiava dos missionários estrangeiros e dos cristãos vietnamitas, acusando-os de instigar e participar em rebeliões contra o seu governo. Missionários estrangeiros foram executados e cristãos vietnamitas eram marcados em seus rostos com a inscrição tả đ–ạo (em vietnamita:  religião falsa). Muitas famílias foram separadas à força e torturadas para obter retratações. A ferocidade da perseguição de Tự Ðức atingiu tais proporções que os emissários franceses apresentaram um protesto formal à sua corte em 1856. A decapitação do bispo José María Díaz em 1857 foi a gota d'água. Os franceses aproveitaram isso como desculpa para invadir o Vietnã, ocupando Da Nang em 1858 e avançando para o sul. Por um tratado assinado entre Vietnã e França, em 1862, Tự Ðức concordou em conceder liberdade religiosa aos seus súditos e em ceder a região sul aos franceses. A interpretação dos termos do tratado de 1862 tornou-se um ponto de discórdia entre Tự Ðức e os franceses, que ficaram abertamente do lado de seus rivais. Os franceses conquistaram Hanói em 1873 e assumiram o controle da região norte. O apelo de Tự Ðức à China por ajuda para expulsar os franceses foi ignorado e, com sua morte em 1883, os franceses estenderam seu domínio sobre todo o Vietnã.
Durante o século XIX, um total de quase 300.000 pessoas sofreram pela sua fé em Jesus Cristo. A resistência católica foi heroica. No período entre 1857 e 1862, estima-se que mais de 5.000 fiéis tenham sido martirizados, além de 215 padres e freiras nativos, e cerca de 40.000 católicos foram expulsos e exilados de suas regiões de origem. Embora os registros da maioria dos que sofreram tenham sido destruídos, um total de 117 mártires, conhecidos hoje como Mártires do Vietnã, incluindo 96 vietnamitas, 11 dominicanos espanhóis e 10 membros franceses da Sociedade Missionária Estrangeira de Paris, foram posteriormente beatificados em quatro ocasiões diferentes. Destes 117, oito eram bispos, 50 padres (15 dominicanos, 8 membros da Sociedade Missionária Estrangeira de Paris, 27 seculares), um seminarista e 58 leigos (nove terciários dominicanos e 17 catequistas). Em 19 de junho de 1988, o Papa João Paulo II canonizou estes 117 Mártires.
Em 1933, foi nomeado o primeiro bispo etnicamente vietnamita, Nguyễn Bá Tòng.

### Guerra Fria

#### Vietnã do Norte
Em cisma com Roma durante quase 21 anos, entre 1954 e 1975, por estar sendo perseguida pelo governo comunista e devastada pela partida de mais de meio milhão de leigos e clérigos no êxodo de 1954, a Igreja no Vietnã do Norte, aliado ao bloco comunista, lutava para sobreviver, restando apenas pouco mais da metade da população católica. Várias dioceses do Norte perderam mais da metade de seus membros na migração de 1954, e todas, exceto duas, perderam mais de metade do clero. Depois de 1954, o governo comunista confiscou as instituições sociais e culturais da Igreja e limitou o clero e os religiosos a atividades estritamente religiosas. Bispos e padres estavam praticamente em prisão domiciliar. Os doentes tinham de ser levados à casa dos padres para receber o sacramento da unção dos enfermos; um pároco não poderia celebrar missa fora da sua paróquia sem a permissão especial das autoridades locais.

#### Vietnã do Sul
Em comparação com o Vietnã do Norte, a Igreja no Vietnã do Sul ficou em uma situação muito mais favorável, já que o governo era aliado ao bloco capitalista e democrático. Ocorreu no período um afluxo maciço de católicos a partir de 1954, vivenciando um período de liberdade que perdurou até 1975, período esse que coincidiu com uma renovação radical do catolicismo. Dos dois vicariatos apostólicos que existiam no Vietnã em 1659, passaram a ser 17 em 1957. Em 1960, a Santa Sé estabeleceu formalmente a hierarquia vietnamita com três arquidioceses e 18 dioceses sufragâneas. Na altura de 1964, praticamente toda a hierarquia católica vietnamita, tanto do Norte quanto do Sul, era composta por vietnamitas étnicos, exceto por dois prelados franceses. A partir da década de 1970, todos os bispos vietnamitas eram nascidos no país.

#### Unificação
Após 1975, com a unificação do Vietnã, passou a vigorar a política do governo de controle total sobre todas as organizações religiosas, e desse modo, quase todas as organizações católicas foram dissolvidas, como as comissões da Conferência Episcopal Vietnamita, e até o Fundo de Desenvolvimento que era administrado pela Comissão Episcopal de Desenvolvimento em 870 paróquias, desapareceu. Estudantes católicos tinham dificuldades para se matricular em universidades devido à sua religião. Um decreto, emitido pelo governo em 11 de novembro de 1977, declarou que era necessária a permissão das autoridades municipais, distritais e provinciais para se realizar atividades religiosas com numerosos participantes. Celebrações de Natal, aulas de catecismo, retiros de padres, visitas de bispos para celebrar o sacramento do crisma, ou qualquer outra coisa fora do comum precisava da licença especial do governo, ou, pelo menos, tinha que ser comunicada às autoridades locais.
Nesse mesmo período, todos os seminários principais foram fechados e suas propriedades confiscadas pelo governo. Alguns só foram autorizados a reabrir em 1986. As ordenações sacerdotais exigiam permissão. Os bispos tinham de fornecer às autoridades municipais e provinciais um dossiê detalhado sobre o candidato, que era entrevistado várias vezes pela polícia e outras autoridades locais para avaliar a sua aptidão para a ordenação. A maioria das dioceses conseguia celebrar ordenações sacerdotais uma vez ao ano. A Diocese de Huề era uma exceção: a ordenação de cinco sacerdotes, em 1º de setembro de 1994, foi a primeira em 19 anos. Desde 1954, as dez dioceses do norte sofrem com a grave escassez de sacerdotes. Apesar da unificação do país, o governo não permite que padres do sul sirvam nas dioceses do norte. Retiros anuais para o clero têm de ser organizados com a permissão do governo, a quem o nome do pregador e dos participantes deve ser enviado antecipadamente.
Depois de 1986, quando o governo iniciou uma política de liberalização, a vida da Igreja melhorou significativamente. As reformas litúrgicas estipuladas pelo Concílio Vaticano II foram sendo implementadas lentamente. O novo Missal Romano numa tradução revisada entrou em uso. Bíblias, catecismos e livros litúrgicos já não precisavam mais ser contrabandeados para o Norte. A partir daí, as atividades da Igreja limitaram-se majoritariamente às celebrações sacramentais e às devoções piedosas, sem grande impacto na ordem sócio-política e cultural. A educação religiosa consiste principalmente no ensino de orações e aulas de catecismo de perguntas e respostas em preparação para a primeira comunhão e confirmação. A instrução é mais frequentemente ministrada pelos presbíteros da paróquia que, privados de todas as oportunidades de formação religiosa desde 1954, não tiveram acesso aos documentos do Concílio Vaticano II. Livros catequéticos defasados, de 1939, ainda são de uso comum. Apesar destas desvantagens, a população católica no norte tem crescido de forma constante. A fé cristã é alimentada predominantemente pela família com a prática da recitação diária das orações da manhã e da noite. As orações geralmente incluem o rosário, ladainhas, orações aos santos padroeiros, o Miserere pelos ancestrais e os atos de fé, esperança e caridade. Quando um padre visita a igreja paroquial, os sinos tocam para anunciar a missa.
A partir de 1988, o governo dá mais passos para relaxar as regras contra a Igreja e sinalizar uma política mais aberta em relação à Igreja. Permitiu a abertura de seminários na Arquidiocese de Hanói e nas dioceses de Vinh e de Thanh Hóa. Em 1994, o governo permitiu a transferência de Dom Barthélémy Nguyễn Sơn Lâm, então bispo de Ðà Lạt, no sul, para a Diocese de Thanh Hoá, que estava vacante desde fevereiro de 1990. Em 21 de março de 1991, o governo retirou  a necessidade da permissão para as atividades religiosas, tais como reuniões de oração, celebrações litúrgicas, pregação e educação religiosa, considerando-as de acordo com a tradição religiosa local. Na prática, passou a existir maior liberdade nas grandes cidades, enquanto que em algumas áreas, consideradas inseguras pelo governo, como a região montanhosa ocidental, persistiram as dificuldades. Apesar dos despautérios governamentais, a Igreja no sul continuou a crescer em número e influência. A controle do governo vietnamita sobre as organizações religiosas causou muita tensão com a Santa Sé sobre a questão das nomeações episcopais, especialmente na cidade de Ho Chi Minh, antigamente chamada Saigon. Um exemplo disso foi quando Dom Nguyễn Văn Thuận foi nomeado coadjutor em 1975, mas não foi reconhecido pelo governo vietnamita, prendendo-o. Após sua libertação, ele foi para o exílio. O Papa João Paulo II nomeou-o presidente do Pontifício Conselho Justiça e Paz e, em 2001, nomeou-o cardeal. Dom Hùynh Công Nghi, bispo da Diocese de Phan Thiết, foi nomeado administrador apostólico da arquidiocese em agosto de 1993, mas foi impedido pelo governo de assumir o cargo.
Vários padres participam ativamente do Comitê para a Unificação dos Católicos Vietnamitas (em vietnamita:  Ủy ban Ðoàn Kềt Công giào Việt Nam). A segunda assembleia geral da organização, em outubro de 1990, teve a participação de 133 sacerdotes, 17 religiosos e 151 leigos. Ela é considerada "suspeita" pelo governo, mas desempenha um papel útil de ligação entre o governo e a Igreja. Contudo, em 20 de maio de 1992, o Cardeal Angelo Sodano, então secretário de Estado do Vaticano, enviou uma comunicação ao bispo Nguyễn Minh Nhật, presidente da Conferência Episcopal do Vietnã, afirmando que nenhum padre está autorizado a participar do comitê, o que gerou protestos do governo no mês seguinte, por considerá-la contrária à constituição vietnamita relativa aos direitos humanos e civis do povo vietnamita e por violar o acordo entre o Vaticano e o governo do país sobre a necessidade de manter uma discussão prévia com uns aos outros sobre qualquer medida a ser tomada em relação à Igreja. Em 20 de agosto de 1992, um representante do Vaticano respondeu oficialmente que é da competência da Igreja advertir os seus padres sobre a participação em organizações políticas. Acrescentou-se, no entanto, que tal participação é voluntária e que os sacerdotes devem observar as leis do seu país.
Em 1993, a Conferência Episcopal do país solicitou ao governo que os bispos e padres fossem autorizados a circular livremente nos seus territórios para exercer seu ministério, sem necessidade de permissão. Como resposta, o chefe da Comissão Governamental para Assuntos Religiosos, afirmou que o governo criaria condições favoráveis que o pedido da Igreja fosse atendido. A permissão para viajar a Roma, para visitas ad limina, ou para conferências, foi posteriormente concedida com maior frequência e facilidade, embora os bispos que ainda não fossem considerados "bons cidadãos" e sofressem atrasos na obtenção de documentos de viagem. O governo também permitiu que o cardeal Paul-Joseph Phạm Ðình Tụng, de Hanói, e outros sete bispos do país participassem do Sínodo Asiático de 1998 em Roma.
No final de 1994, os seminários funcionavam em seis dioceses, mas o número de seminaristas crescia tanto que, em outubro de 1993, a Conferência Episcopal do Vietnã havia solicitado a abertura de mais dois seminários, e que as dependências do Pontifício Instituto São Pio X fossem devolvidas à Igreja para uso na formação teológica. Na sua resposta, datada de 17 de janeiro de 1994, a Comissão governamental para os Assuntos Religiosos não fez qualquer menção ao pedido de abertura de mais dois seminários, mas no parágrafo 9 afirmou que os edifícios do Pontifício Instituto São Pio X estavam a ser utilizados para fins de pesquisas nucleares e que o pedido de devolução à Igreja seria levado em consideração no futuro. Além destes seminários oficiais, existem vários centros clandestinos onde milhares de seminaristas são ensinados. A falta de professores qualificados é grave e o nível de preparação acadêmica está longe de ser satisfatório. Em geral, desde 1954 no Norte, e desde 1975 no Sul, tem havido pouca formação intelectual séria para o clero. O governo permitiu que alguns padres fossem para França, Itália e Estados Unidos para estudos avançados.

### Comunismo
Em 1975, com a vitória dos comunistas, o governo nacionalizou ou encerrou todas as instituições educativas católicas e confiscou todas as instituições religiosas. Os membros dessas instituições foram dispersos pelo país e forçados a envolver-se em atividades exigidas pelas autoridades fora de seu ministério em troca de uma existência miserável. Ainda com as dificuldades da vida religiosa, tanto masculina quanto feminina, as vocações floresciam. Várias ordens religiosas, especialmente as femininas, iam até o norte e recrutavam secretamente vocações, trazendo-as para o sul para receber formação. Como consequência, a polícia invadia e revistava as comunidades religiosas durante a noite em busca de "residentes ilegais". Nas escolas e universidades, livros, documentos, arquivos em bibliotecas, chancelarias diocesanas, casas religiosas e casas particulares foram queimados, a biblioteca da Conferência Episcopal Vietnamita localizada na cidade de Ho Chi Minh foi praticamente destruída. Felizmente, as bibliotecas da Faculdade Pontifícia São Pio X de Ðà Lạt e do Seminário São José da Arquidiocese de Ho Chi Minh foram preservadas em condições relativamente boas.
Vista a proibição da publicação e circulação de escritos católicos, ainda prevaleceu uma imprensa clandestina, graças às tecnologias de informática e fotocópia. Livros estrangeiros sobre a Bíblia, teologia, espiritualidade e direito canônico eram contrabandeados para o país e rapidamente traduzidos para o idioma vietnamita e amplamente distribuídos. Às vezes, os volumes originais eram desmontados e fotocopiados, e as cópias encadernadas com letras douradas na capa e vendidas publicamente a preços muito reduzidos em livrarias como as da chancelaria da Arquidiocese de Ho Chi Minh, dos redentoristas e da Igreja de Fátima. Eventualmente, a polícia confiscava os livros e aplicava multas, mas os distribuidores retomavam o seu comércio logo depois.
No final da década de 1980, as restrições à publicação das obras religiosas foram atenuadas. Surgiram obras sobre a Bíblia, teologia, espiritualidade, liturgia e música litúrgica. Houve também a possibilidade de realizar as novas traduções da Liturgia das Horas e do Missal Romano (em uso em todo o país desde 1992), nova tradução da Bíblia com introdução e notas acadêmicas, fruto de 20 anos de trabalho de uma equipe de 14 tradutores: nada menos que 30.000 exemplares deste volume de 1.299 páginas, publicado em agosto de 1994, esgotaram-se imediatamente. Em 1993, uma nova legislação promulgada pela Assembleia Nacional afirma que o governo "criará condições favoráveis para a publicação de catecismos, livros de orações e outras obras religiosas".
A realidade das ordens religiosas começou a mudar para melhor em 1986. O governo passou a permitir o trânsito entre as comunidades, o direito de estudar em outros países, e os superiores das ordens de assistir às assembleias gerais das suas ordens em outros países. À essa altura milhares de religiosos estão envolvidos em jardins de infância, internatos, universidades, hospitais, leprosários e asilos, além de cuidados de saúde e evangelização entre as tribos das montanhas nas terras altas.

## Atualmente
Apesar das dificuldades externas, a Igreja Católica vietnamita é vibrante e dinâmica. No que diz respeito às porcentagens, o Vietnã tem o terceiro maior número de católicos na Ásia, depois das Filipinas e Timor-Leste. Este fato atesta a veracidade da afirmação de Tertuliano de que "o sangue dos mártires é a semente dos cristãos". Essa vibração e vitalidade são ainda mais notáveis dadas as condições hostis sob as quais a Igreja teve de operar, primeiro no Norte, depois no Sul. Mesmo com as recentes políticas de liberalização, a liberdade religiosa vive sob ameaça. De qualquer forma, especialistas afirmam que não há qualquer perigo de uma "igreja nacional" vietnamita comparável à Associação Patriótica Católica Chinesa, da China comunista, mesmo com o Comitê para a Unificação dos Católicos Vietnamitas. É convicção de muitos cidadãos vietnamitas, tanto no país como no estrangeiro, de que o regime comunista irá, mais cedo ou mais tarde, cair, não necessariamente através de uma intervenção militar externa, mas devido às suas fraquezas internas. Existe uma contradição básica entre a ideologia comunista e o profundo ethos religioso da cultura vietnamita.
Antagonicamente, o maior perigo para a Igreja Católica vietnamita não é o comunismo, mas sim o capitalismo desenfreado, que ganha popularidade, e é visto como a solução para todos os males sociais. Neste contexto, uma das tarefas urgentes da Igreja parece ser a difusão da doutrina social católica, especialmente a de São João Paulo II. Relacionado com isto deve-se haver uma decisiva "opção pelos pobres", que a hierarquia vietnamita tem insistido consistentemente nos membros da Igreja nas suas cartas pastorais. Outra tarefa imediata é a formação ou, conforme o caso, a reciclagem do clero e dos religiosos e, através deles, dos leigos em todos os aspectos da teologia e do ministério. É fácil ser seduzido por realizações externas, como a construção de igrejas e outras estruturas. Muito mais importante é a construção da Igreja por meio daquilo que um arcebispo vietnamita chama de "tijolos vivos" de pessoal. Na Diocese de Kon Tum, há o trabalho das religiosas da Congregação das Irmãs de Maria da Medalha Milagrosa, que iniciaram seu trabalho cuidando de quatro crianças órfãs ou carentes, e, em 2021, cuidavam de 800 crianças, e, para aliviar seus gastos com alimentação, as freiras cultivam banana, arroz, mandioca e trigo. Ainda assim, elas afirmam: "no início, não tínhamos nem leite para oferecer para as crianças [...] Começamos dando a elas a água na qual cozinhamos arroz em vez de leite. A outros dávamos uma sopa feita com folhas da floresta".
O governo do Vietnã tem imposto forte perseguição religiosa aos cristãos das etnias montagnards e hmong, considerando-os uma ameaça à segurança e à unidade nacional. Eles são coagidos, ameaçados e obrigados a renegar publicamente à fé cristã. São negados a eles documentos legais para obterem a cidadania, documentos de identidade ou possuir propriedades em seu nome. Esse fato fez com que cerca de 10.000 pessoas ficassem a cidadania vietnamita, tornando-os na prática apátridas. Os cristãos dessas etnias também têm suas casas destruídas, são expulsos das vilas e têm seus serviços religiosos constantemente monitorados e/ ou invadidos pela polícia.  As mulheres que se convertem ao cristianismo geralmente enfrentam pressão para renunciar à fé, são forçadas a casamentos infantis, opressão, violência, ameaça de divórcio e assédio sexual. Meninas e mulheres cristãs são traficadas para a China. Já os homens passam a sofrer discriminação, assédio, perda do emprego, prisão e sequestro, o que muitas vezes os força a fugir de suas aldeias. Os católicos em geral não podem se envolver com política, correndo o risco de ser presos.
Em 1º de janeiro de 2018, entrou em vigor a Lei sobre Crenças e Religião, o que foi considerado pelos bispos vietnamitas como um retrocesso em relação à legislação anterior, vigente desde 2004. A resposta dos bispos também afirmou que lamenta o fato de que as autoridades do país ainda tivessem apegos ao chamado sistema de "procura e concessão", que as obriga a apelar às autoridades para aprovar e autorizar qualquer atividade que desejem realizar. Ainda em 2018, foi anunciada a conversão ao catolicismo do ex-general e primeiro-ministro do Vietnã, Trần Thiện Khiêm. Khiêm ficou muito famoso no país durante a Guerra do Vietnã, e já havia sido alvo de rumores sobre sua conversão desde a época do conflito. Nesse período ele afirma que praticava a única religião aceita na época — o culto aos ancestrais.
Nos últimos anos, o Vietnã tem visto grande aumento do interesse dos jovens pela vida monástica: na Abadia de Nossa Senhora de Phuoc Son, próxima a Ho Chi Minh, havia, em 2020, 220 monjes, sendo 80 deles noviços e postulantes. Ainda em 2020, fiéis de Sơn Thắng, na província de Lai Chau, comemoraram a autorização por parte das autoridades locais da construção de sua paróquia após nada menos que 54 anos de espera; com o aval, a comunidade poderá adquirir um terreno para iniciar a construção da igreja. No dia 30 de janeiro de 2022, o padre dominicano Joseph Trần Ngọc Thanh, foi esfaqueado até à morte enquanto atendia confissões em sua paróquia, na cidade de Dak Mot. O assassino, Nguyen Van Kien, foi preso pelas autoridades, mas ainda não se sabe o que o teria motivado a cometer o crime. A viagem do Papa Francisco à Mongólia no segundo semestre de 2023, contou com a apresentação de dança realizada por um grupo de 102 empresários vietnamitas, e gerou muitos pedidos por uma futura visita do Pontífice ao Vietnã. Questionado, Francisco respondeu que seria algo muito bom, e, caso ele não consiga realizá-la, "João XXIV certamente irá" (em referência uma visita de seu futuro sucessor).
Em 7 de agosto de 2023, o presidente vietnamita, Võ Văn Thưởng, reuniu-se com os bispos do país, na sede da Conferência Episcopal do Vietnã, em Ho Chi Minh, e ouviu pedidos dos bispos, como permissão para aumento da abrangência educacional católica além do jardim de infância. Segundo relatos, a reunião foi produtiva e amistosa de ambos os lados.

## Organização territorial

Mapa das circunscrições eclesiásticas católicas do Vietnã

O catolicismo está presente no país com 27 circunscrições eclesiásticas de rito romano, sendo três arquidioceses e 24 dioceses. Todas estão listadas abaixo, divididas por província eclesiástica:
| - Diocese de Bắc Ninh - Diocese de Bùi Chu - Diocese de Hà Tĩnh - Diocese de Hải Phòng - Diocese de Hưng Hóa | - Diocese de Lạng Sơn và Cao Bằng - Diocese de Phát Diệm - Diocese de Thái Bính - Diocese de Thanh Hoá - Diocese de Vinh |

| - Diocese de Bà Rịa - Diocese de Cần Thơ - Diocese de Ðàlạt - Diocese de Long Xuyên - Diocese de Mỹ Tho | - Diocese de Phan Thiết - Diocese de Phú Cường - Diocese de Vĩnh Long - Diocese de Xuân Lộc |

## Conferência Episcopal
A reunião de bispos do país forma a Conferência Episcopal do Vietnã, que foi criada em 1966, e cuja sede fica em Ho Chi Minh. As lideranças do órgão incluem um presidente, dois vice-presidentes, um secretário geral, três secretários associados, três presidentes de três comissões permanentes (sobre o culto; sobre sacerdotes, religiosos e seminaristas; e sobre os leigos). Para se avaliar a eficácia da conferência, deve-se levar em conta as circunstâncias em que ela teve de funcionar. Todas as atividades religiosas, incluindo as de outras religiões, como o budismo, protestantismo, caodaísmo e islamismo, deviam ser conduzidas dentro das restrições legais de um governo socialista-comunista. Além de seguir ter que as orientações da Santa Sé, a conferência também deve respeitar as leis e os costumes do país.
Até 1975, a Conferência Episcopal do Vietnã, embora possuísse esse nome, mas na verdade era apenas formada por duas províncias eclesiásticas do sul, com suas sés nas cidades de Huế e Ho Chi Minh. Na época, o órgão realizava reuniões anuais regularmente. Após a unificação do país, em 1976, as atividades foram temporariamente suspensas. Em maio de 1980, pela primeira vez a conferência volta a se reunir, em Hanói; até setembro de 1994  sete outras reuniões do tipo já haviam ocorrido, sendo apenas a sexta em Ho Chi Minh, e as outras em Hanói. Todas essas reuniões citadas ocorreram com a exigência de pedido de permissão do governo. Os bispos emitiram duas cartas pastorais.

## Delegação Apostólica
A Delegação Apostólica do Vietnã foi criada em 1925, e sua sede fica localizada em Singapura. As relações entre o Vietnã e a Santa Sé foram suspensas em 1975, quando os comunistas assumiram o controle do Vietnã do Sul, mas a situação começou a mudar em 1989, quando o cardeal francês Roger Etchegaray, então presidente do Pontifício Conselho Justiça e Paz, fez a primeira visita de um alto funcionário do Vaticano ao país desde a suspensão das relações. A partir de 1996, o Vaticano e o governo vietnamita começaram a realizar reuniões bilaterais, que tinham o objetivo de encontrar soluções para as nomeações de bispos no país.
Em julho de 2023, foi realizada uma visita do então presidente do Vietnã, Võ Văn Thưởng, ao Vaticano, com o Papa Francisco e o secretário de Estado, cardeal Pietro Parolin. O líder vietnamita concordou em permitir a abertura de um escritório diplomático em seu país, e com a presença de um representante da Santa Sé residente em território vietnamita. Ainda que essa aproximação esteja longe do estabelecimento de relações diplomáticas plenas, o estreitamento dos laços entre  entre ambos os lados poderá ter implicações futuras na conturbada relação entre a Igreja Católica e a China comunista. Em comemoração ao acordo entre Santa Sé e Vietnã, o Papa Francisco endereçou uma carta aos católicos do país asiático, frisando a busca pela unidade e a caridade, e afirmando: "Vocês são filhas e filhos da Igreja e, ao mesmo tempo, cidadãos do Vietnã".

## Santos
O Vietnã tem 118 santos e três beatos. Deste número, 117 são os chamados "mártires do Vietnã", um grupo liderado por Santo André Dung-Lac, nascido em 1795, que foi criado por uma família católica e se tornou padre. A maioria deles nascido em território vietnamita, mas alguns outros nascidos também na Espanha e França, sendo oito bispos, 50 presbíteros e 59 fiéis de ambos os sexos e de todas as condições sociais e idades. O primeiro grupo de 64 mártires foi beatificado em 1900 pelo Papa Leão XIII; depois, o Papa Pio X beatificou outros três grupos: dois em 1906 e o outro em 1909. Por fim, o Papa Pio XII beatificou o quinto grupo em 1951. Em 1986, foi lançado um decreto, que reuniu todos esses grupos de canonizados em um único grupo, totalizando 117 pessoas. Todas elas foram canonizadas pelo Papa João Paulo II em 19 de junho de 1988, tendo sido o maior número de canonizações conjuntas da história da Igreja.